# Егалео
Егалео (на гръцки: Αιγάλεω) е град в Гърция. Населението му е 69 946 жители (по данни от 2011 г.), а площта 8,517 кв. км. Намира се в часова зона UTC+2. Пощенският му код е 122 xx, телефонния 210, а МПС кода Z. Част е от Атинския метрополен район.